# Lanny Barnes
Lanny Barnes (* 26. April 1982 in Durango) ist eine ehemalige US-amerikanische Biathletin und Langläuferin.
Lanny Barnes hat 1998 mit dem Biathlon angefangen und gehörte dem Nationalkader der USA seit 2004 an. Sie startete für UMFK Bengals in Fort Kent. International debütierte Barnes 2001 in Ridnaun im Europacup. In Haute-Maurienne startete sie danach bei den Junioreneuropameisterschaften und wurde Achte in der Verfolgung und Fünfte mit der Staffel. Bei den anschließenden Juniorenweltmeisterschaften in Chanty-Mansijsk war die beste Platzierung ein achter Rang mit der Staffel. 2002 debütierte Barnes im Biathlon-Weltcup. In Antholz wurde sie 77. Platz im Einzel. Bei den Juniorenweltmeisterschaften des Jahres in Ridnaun gewann Barnes Bronze im Einzel und mit der Staffel, zu der auch ihre Zwillingsschwester Tracy Barnes gehörte, Silber hinter der deutschen Staffel mit Jenny Adler und Ute Niziak.
In den folgenden Saisonen wechselte sie immer wieder zwischen Welt- und Europacup. 2005 startete Barnes in Hochfilzen erstmals bei Biathlon-Weltmeisterschaften, jedoch ohne nennenswerte Platzierungen. Bei den Olympischen Winterspielen 2006 startete sie im Einzel (64.) und mit der Staffel (15.). Ihr erstes Ergebnis in den Punkterängen erreichte Barnes 2006 in Östersund. Mit ihrem 15. Platz im Einzel gewann sie 16 Punkte, was am Ende der Saison zu einem 65. Platz im Gesamtweltcup reichte. Erst bei den Biathlon-Weltmeisterschaften 2009 in Pyeongchang, wo sie zum fünften Mal an einer WM teilnahm, konnte sie als 39. erneut Weltcuppunkte gewinnen. Lanny Barnes nahm an den Olympischen Winterspielen 2010 teil. Ihr bestes Resultat war der 23. Platz im Einzel. Mit der Staffel belegte sie Rang 17.
Barnes konnte an den Olympischen Winterspielen 2014 teilnehmen, da ihre Schwester auf den Startplatz im Team verzichtete. In Sotschi wurde Barnes bei ihrer dritten Teilnahme an Olympischen Spielen 64. des Einzels. Dieses Rennen war auch ihr letztes internationales Biathlonrennen.

## Biathlon-Weltcup-Platzierungen
Die Tabelle zeigt alle Platzierungen (je nach Austragungsjahr einschließlich Olympische Spiele und Weltmeisterschaften).
- 1.–3. Platz: Anzahl der Podiumsplatzierungen
- Top 10: Anzahl der Platzierungen unter den ersten zehn (einschließlich Podium)
- Punkteränge: Anzahl der Platzierungen innerhalb der Punkteränge (einschließlich Podium und Top 10)
- Starts: Anzahl gelaufener Rennen in der jeweiligen Disziplin
- Staffel: inklusive Mixed- und Single-Mixed-Staffeln

| Platzierung                      | Einzel | Sprint | Verfolgung | Massenstart | Staffel | Gesamt |
| -------------------------------- | ------ | ------ | ---------- | ----------- | ------- | ------ |
| 1. Platz                         |        |        |            |             |         |        |
| 2. Platz                         |        |        |            |             |         |        |
| 3. Platz                         |        |        |            |             |         |        |
| Top 10                           |        |        |            |             | 1       | 1      |
| Punkteränge                      | 2      |        | 1          |             | 21      | 24     |
| Starts                           | 21     | 43     | 8          |             | 23      | 95     |
| Stand: nach der Saison 2009/2010 |        |        |            |             |         |        |

## Einzelbelege
1. ↑  'It changed my life forever': U.S. biathalete who was given place on Olympic team by her twin dedicates performance to selfless sister (englisch)

| Personendaten    | Personendaten                         |
| ---------------- | ------------------------------------- |
| NAME             | Barnes, Lanny                         |
| KURZBESCHREIBUNG | US-amerikanische Biathletin           |
| GEBURTSDATUM     | 26. April 1982                        |
| GEBURTSORT       | Durango, Colorado, Vereinigte Staaten |